# 1990-es U18-as labdarúgó-Európa-bajnokság
Az 1990-es U18-as labdarúgó-Európa-bajnokságot Magyarországon rendezték 8 csapat részvételével 1990. július 24. és július 29. között. A döntőben megismétlődött a két évvel korábbi párharc és az Európa-bajnoki címet ismét a Szovjetunió szerezte meg, miután a döntőben Békéscsabán, a Kórház utcai stadionban 0-0-s rendes játékidőt követően tizenegyesrúgásokkal 4–2-re legyőzte Portugáliát.

## Résztvevők
A következő nyolc csapat kvalifikálta magát az Európa-bajnokságra:
| - Anglia - Belgium - Írország - Magyarország (Rendező) | - Portugália - Spanyolország - Svédország - Szovjetunió (Címvédő) |

## Egyenes kieséses szakasz

### Negyeddöntők
| 1990. július 24. | Svédország | 0 – 3 | Szovjetunió | Debrecen |
| 1990. július 24. |            |       |             | Debrecen |

| 1990. július 24. | Írország | 0 – 3 | Spanyolország | Gyula |
| 1990. július 24. |          |       |               | Gyula |

| 1990. július 24. | Belgium | 1 – 1 (hu) (4–5 bu) | Anglia | Nyíregyháza |
| 1990. július 24. |         |                     |        | Nyíregyháza |

| 1990. július 24. | Portugália | 1 – 1 (hu) (3–1 bu) | Magyarország | Békéscsaba |
| 1990. július 24. |            |                     |              | Békéscsaba |

### Pót selejtező (az1991-es Ifjúsági vb-re.)
| 1990. július 26. | Írország | 1 – 0 | Magyarország | Szarvas |
| 1990. július 26. |          |       |              | Szarvas |

| 1990. július 26. | Svédország | 6 – 0 | Belgium | Nyíregyháza |
| 1990. július 26. |            |       |         | Nyíregyháza |

### Elődöntők
| 1990. július 26. | Spanyolország | 1 – 2 | Portugália | Gyula |
| 1990. július 26. |               |       |            | Gyula |

| 1990. július 26. | Szovjetunió | 3 – 1 | Anglia | Debrecen |
| 1990. július 26. |             |       |        | Debrecen |

### 3. helyért
| 1990. július 29. | Spanyolország | 1 – 0 | Anglia | Békéscsaba |
| 1990. július 29. |               |       |        | Békéscsaba |

### Döntő
| 1990. július 29. | Szovjetunió | 0 – 0 (hu) (4–2 bu) | Portugália | Békéscsaba |
| 1990. július 29. |             |                     |            | Békéscsaba |

| Az 1990-es U18-as labdarúgó-Európa-bajnokság győztese |
| ----------------------------------------------------- |
| SZOVJETUNIÓ 2. cím                                    |

## Külső hivatkozások
- uefa.com